# سیارک ۴۹۹۰
سیارک ۴۹۹۰ (به انگلیسی: 4990 Trombka، نامگذاری:1981ET26) چهار هزار و نهصد و نودمین سیارک کشف شده‌است که در ۲ مارس ۱۹۸۱ کشف شد.
قدر مطلق سیارک برابر ۱۴٫۱۰ است.